# Gare de Domfront (Orne)
Pour les articles homonymes, voir Gare de Domfront.
La gare de Domfront (Orne) est une gare ferroviaire française (fermée) de la ligne de La Chapelle-Anthenaise à Flers, elle formait l'axe Caen - Laval avec la ligne Caen à Cerisy-Belle-Étoile située sur le territoire de la commune de Domfront, dans le département de l'Orne en région Normandie.

## Situation ferroviaire
Établie à 138 m d'altitude, la gare de Domfront est située au point kilométrique (PK) 345,879 de la ligne de La Chapelle-Anthenaise à Flers, entre les gares de Torchamps et Saint-Bômer-Champsecret.  C'était une gare de bifurcation située au PK 68,784 de la ligne d'Alençon à Domfront et de la ligne Domfront à Pontaubault, également fermée au trafic voyageurs.

## Histoire

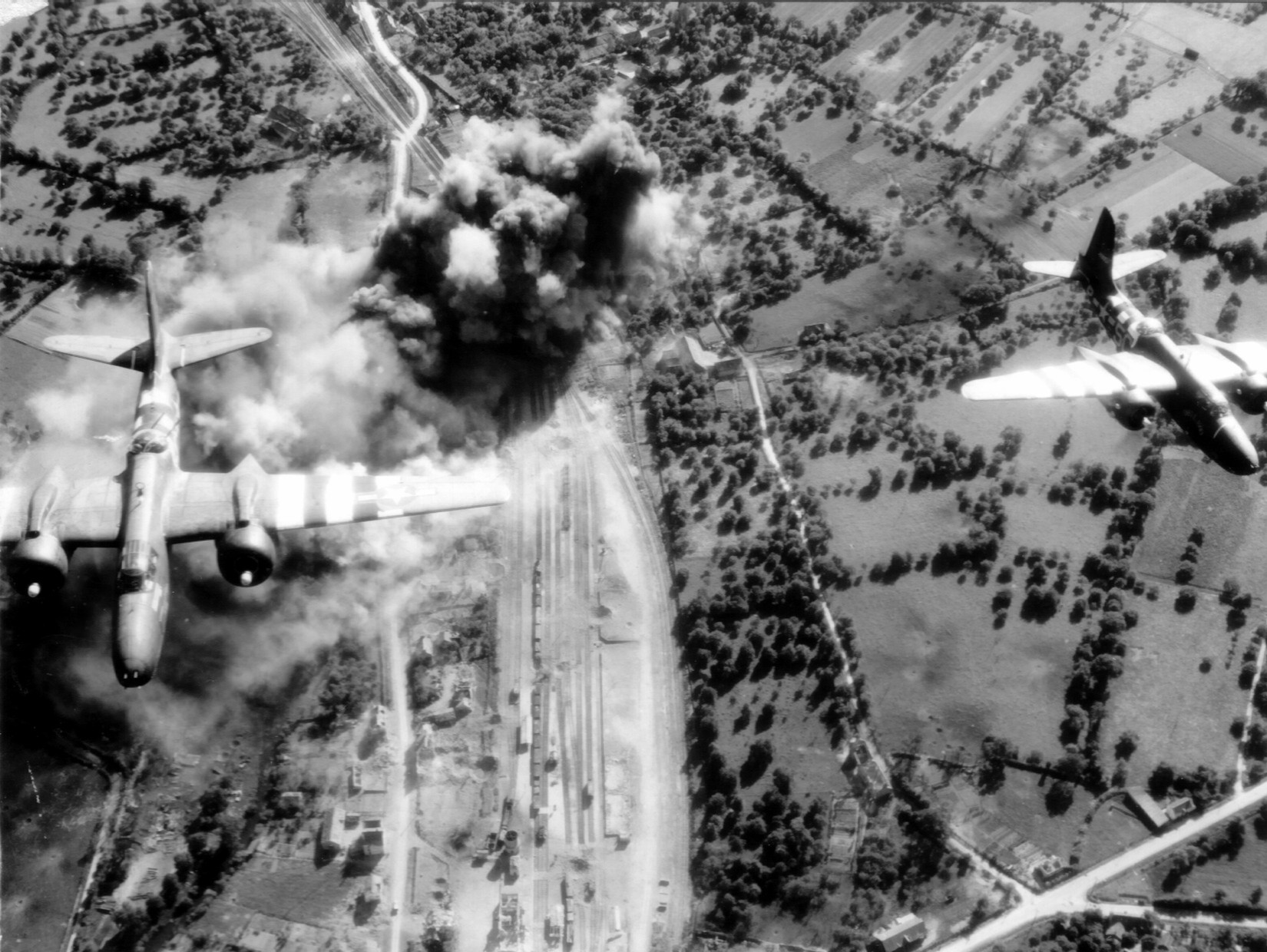
Bombardement de la gare en 1944.

## Service des voyageurs

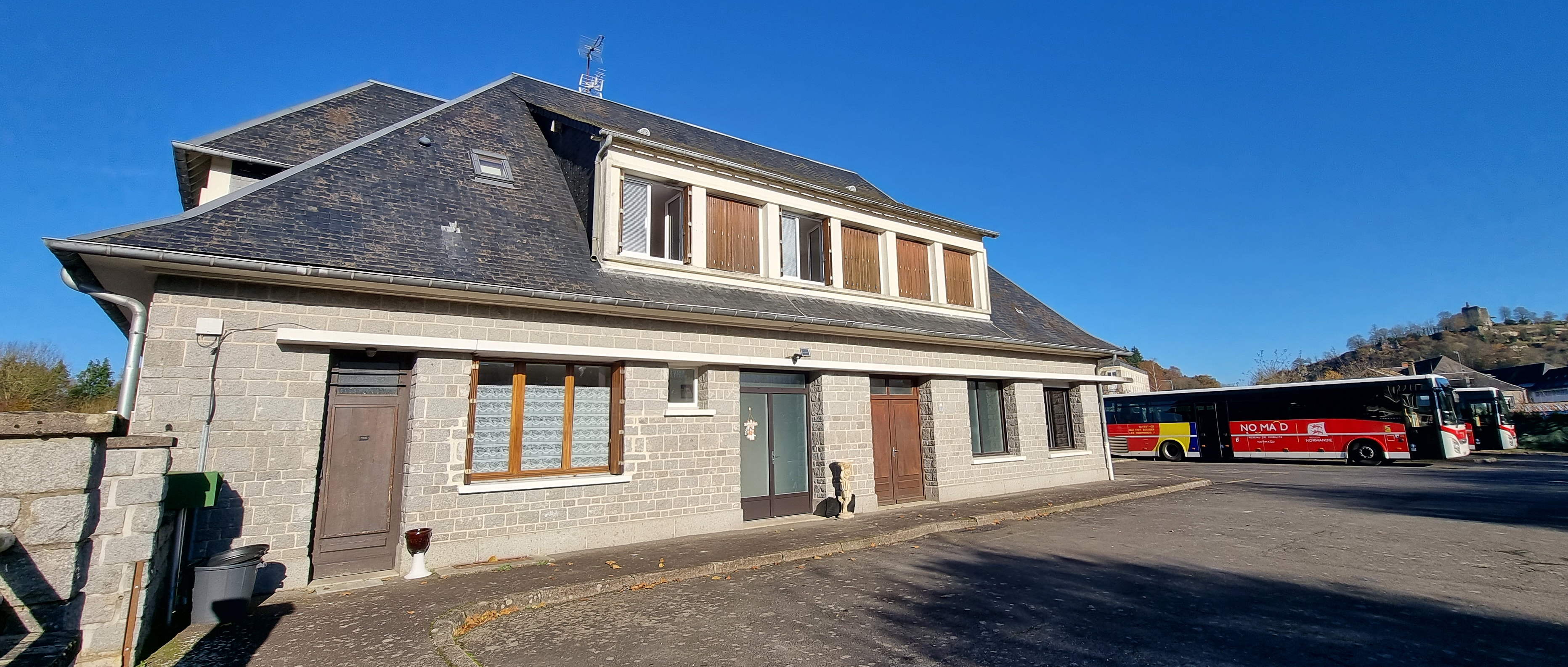
L'ancien bâtiment voyageurs reconstruit.

La gare est fermée et les voies qui la desservait également.